# Gerres argyreus
Gerres argyreus és una espècie de peix pertanyent a la família dels gerrèids.

## Descripció
- Fa 20 cm de llargària màxima.[5][6]

## Hàbitat
És un peix marí, de clima tropical (30°N-28°S) i associat als esculls.

## Distribució geogràfica
Es troba des del mar Roig i l'Àfrica oriental fins a les illes Marshall i Queensland (Austràlia).

## Observacions
És inofensiu per als humans.